# Бог, Ђаво и Боб
Бог, Ђаво и Боб (енгл. God, the Devil and Bob) je анимирани ситком који је премијерно приказан на Ен-Би-Си-у 9. марта 2000. године и завршен 28. марта 2000. године, упркос девет епизопа које нису емитоване. Аутор серије је Метју Карлсон. Цела серија објављена је на ДВД-у, у региону 1 (Северна Америка), у Сједињеним Америчким Државама 4. јануара 2005. године. Серија је првобитно емитована на Картун нетворку, 1. јануара 2011. године, а девет преосталих епизода емитоване су од 8. јануара до 26. марта 2011. године.
Направљено је тринаест епизода, али само четири су емитоване у Сједињеним Америчким Државама пре него што је серија отказана због комбинације ниских оцена и притиска верских активиста.
Серија је, међутим, одлично прихваћена у местима као што су Велика Британија, Ирска и Латинска Америка (укључујући Бразил), коју су целокупно емитовали Би-Би-Си ту и Фокс.

## Синопис
Серија је заснована на Богу (глас позајмио Џејмс Гарнер) и Ђаволу (глас позајмио Алана Куминг) који су се кладили на судбину света. Бог жели да обрише човечанство са лица планете и започне испочетка, али схвата да он „није такав Бог". Ђаво мора да одабере једну особу, и ако та особа не докаже да је учинила свет бољим местом, Бог ће га уништити. Ђаво бира Боба Олмана (глас позајмио Френч Стјуарт), радника аутоинсталације који пије пиво. Он је из предграђа Детроита. На питање да спаси човечанство од потпуног уништења одговара „Шта је то за мене?". Након што је спасио човечанство у пилот епизоди, серија се врти око Боба који је Божији помагач, кад год добије сјајну идеју да помогне свету.

## Улоге
- Бог (глас позајмио Џејмс Гарнер)[8] - лежерно божанство које пије пиво, чији је људски изглед визуелно обликован на Џери Гарсија из Грејтфул дед-а. У невољи је са стањем у свету и размишља да га уништи и крене изнова, иде тако далеко да прави нови универзум у којем торбари замењују човечанство, а човечанство је „негде доле у ланцу исхране". Он жели да човечанству пружи шансу. Чини се да су он и Ђаво оставили много својих разлика иза себе и често се види како се друже. Бог има навику да стално заборавља ђаволов рођендан. Често носи сунчане наочаре и пије лагано пиво. Ужива у кокицама и штапићима од свеже хране због њихове практичности. Иако је он обично невидљив свима осим Бобу, и деца га могу видети. Има упутства за вођење душа људи све док не напуне 12 година.
- Ђаво, такође познат као Луцифер (глас позајмио Алан Куминг) - покушава да убеди Бога да уништи свет и непрестано покушава да спречи Боба у његовим покушајима да га спаси. Он вози љубичасти аутомобил који је Боб описао као „најслађи који је икада видео". Има утицаја на душе људи од 12-20 година. Често посматра Боба и смишља начине како да изазове хаос, али ретко чини нешто више од непријатности. У епизоди, у којој је Бог глумео човека, уживао је у томе што га нико не контролише, али је убрзо схватио да је то „бесмислено“ без Бога. Роберт Дауни Јуниор, који је првобитно позајмљивао глас Ђаволу, био је приморан да се повуче због поновне зависност од дроге.
- Боб Олман (глас позајмио Френч Стјуарт) - Божји гласник. Он је радник у ауто-фабрици и велики је обожавалац Детроит Црвена крила. Упркос својим бројним промашајима, Бог верује у њега, али Боб на крају одустаје. Врло је несигуран у то да ли је квалификован или способан да спаси свет. Воли своју породицу и жели да је сачува. Како серија напредује, чини се да ће Боб започети пријатељски однос и са Богом и са Ђаволом, мада је Ђаво још увек непријатељски настројен према Бобу.
- Дона Олман (глас позајмила Лори Мекалф) - Бобова супруга која се стално труди да буде добра мајка. Не верује Бобовим тврдњама да ради за Бога. Недавно се вратила на колеџ након 14 година родитељства.
- Меган Олман (глас позајмила Ненси Картрајт)[11] - 13-годишња ћерка Боба и Доне, најстарије дете. Она је претерано бунтовна, упорна, веома тврдоглава, злобна и непристојна. Упркос свему, воли своју породицу, веома дубоко у себи. Она је, такође, помало лицемерна, јер тек након што је изјавила да њихова породица не ради ништа, она напушта породичну вечеру како би телефоном назвала пријатеља.
- Енди Олман (глас позајмила Кат Суси) - 6-годишњи син Боба и Доне. Он је сладак, добронамеран дечак који се брине за свог оца. Једина је особа која заиста верује да Боб разговара са Богом и Ђаволом. У једном тренутку, на почетку серије, он заправо види Бога.
- Смек (глас позајмио Џеф Дусет) - непристојни демон који је ђаволов помоћник. Упркос злостављању које трпи у Ђаволим рукама, остаје одан своме господару. Наводи се да је међу најстаријим демонима у паклу.

## Епизоде
| Бр. еп. | Наслов                | Редитељ       | Сценариста               | Премијера         | Прод. код |
| --- | --------------------- | ------------- | ------------------------ | ----------------- | --------- |
| 1 | У почетку             | Џеф Деграндис | Метју Карлсон            | 9. март 2000.     | 101       |
| Бог је постао толико разочаран у свет да би могао да га уништи. Одлучио је дати свету другу прилику ако му Боб покаже једну душу вредну уштеде, али Боб није сигуран како да поступи.                      |                       |               |                          |                   |           |
| 2 | Енди бежи далеко      | Свинтон Скот  | Метју Карлсон            | 14. март 2000.    | 105       |
| Енди бежи у Канаду кад Бог одбије да се представи њеним пријатељима. Ђаво покушава бити угоднији према Смеку. Меган се заљубила у Дониног друга са колеџа.                                                 |                       |               |                          |                   |           |
| 3 | Датум из пакла        | Стив Ресел    | Метју Карлсон            | 21. март 2000.    | 103       |
| Ђаво не верује да га Боб схвата озбиљно, па одлучује да га научи лекцијом тако што ће упознати његову ћерку.                                                                                               |                       |               |                          |                   |           |
| 4 | Ђавољи рођендан       | Шери Полак    | Метју Карлсон            | 28. март 2000.    | 106       |
| Ђаво одлази у пакао са свим светским злом када Бог заборави његов рођендан. Напомена: Ово је последња епизода Ен-Би-Си-ја пре него што је серија отказана.                                                 |                       |               |                          |                   |           |
| 5 | Комшијски чувар       | Шери Полак    | Метју Карлсон            | 8. јануар 2011.   | 102       |
| Боб помаже комшијама да спасу брак; Дона одлучује да се врати на колеџ након 14 година. |                       |               |                          |                   |           |
| 6 | Божији миљеник        | Дин Фаозет    | Метју Карлсон            | 22. јануар 2011.  | 104       |
| Боб верује да је неуништив и да не може да умре; Ђаво се осећа запостављено када га Бог не позове на голф.                                                                                                 |                       |               |                          |                   |           |
| 7 | Боб постаје одан      | Стив Ресел    | Алекс Рид                | 12. фебруар 2011. | 107       |
| Када Боб на аутопуту постави билборд, бива ухапшен. |                       |               |                          |                   |           |
| 8 | Усамљеност на врхунцу | Дин Фаозет    | Алекс Рид                | 19. фебруар 2011. | 108       |
| Бог је одлучио да се представља као Артур из Ипсилантије како би провео дан у животу просечне особе, али он се не уклапа у Бобове пријатеље.                                                               |                       |               |                          |                   |           |
| 9 | Боб постаје похлепан  | Свинтон Скот  | Гари Марфи и Нил Томпсон | 26. фебруар 2011. | 109       |
| Боб проналази будуће спортске резултате, сматра да је то благослов када се клади и победи. |                       |               |                          |                   |           |
| 10 | Холивуд               | Шери Полак    | Метју Карлсон            | 5. март 2011.     | 110       |
| Бог шаље Боба у Холивуд. У овој епизоди се „појављује" Сара Мишел Гелар. |                       |               |                          |                   |           |
| 11 | Бобов отац            | Стив Ресел    | Метју Карлсон            | 12. март 2011.    | 111       |
| Боб у болници посећује свог оца (глас позајмио Трој Еванс) који је на самрти. |                       |               |                          |                   |           |
| 12 | Божја девојка         | Дин Фаозет    | Нил Томпсон и Гари Марфи | 19. март 2011.    | 112       |
| Док је Боб напољу са породицом, Бог наилази на стару девојку (глас позајмила Елизабет Тејлор) која га позива на вечеру. Бог жели да откаже састанак; у међувремену, Ђаво покушава да изазове хаос на Небу. |                       |               |                          |                   |           |
| 13 | Боб се укључује       | Свинтон Скот  | Гари Марфи и Нил Томпсон | 26. март 2011.    | 113       |
| Боб води навијачку групу одлучну да се бори против зла друштва - потпуно несвестан како ће његови поступци утицати на његову породицу.                                                                     |                       |               |                          |                   |           |

## Домаћи медији
Твентит сенчури Фокс је издао комплетну серију на ДВД-у у региону 1 (Северна Америка).  Комплет са два диска садржи широк низ специјалних карактеристика, укључујући коментаре, интервјуе и траке за аудицију.
| Назив ДВД-а      | Епизоде | Датум изласка (регион 1) | Специјалне карактеристике |
| ---------------- | ------- | ------------------------ | --- |
| Комплетна серија | 13      | 4. јануар 2005.          | - Коментари Мета Карлсона - Касета за аудицију - „Нека тамо буде Бог, Ђаво и Боб!", „Стварање Бога, Ђавола и Боба" - Комплет интервјуа |